# Freycinetia subracemosa
Freycinetia subracemosa är en enhjärtbladig växtart som beskrevs av A.P.Keim. Freycinetia subracemosa ingår i släktet Freycinetia och familjen Pandanaceae. Inga underarter finns listade.